# Дом Васильевых
Дом Васи́льевых — историческое здание в Пушкине. Построено в 1837 году. Объект культурного наследия регионального значения. Расположен на Леонтьевской улице, дом 13/17, на углу с Малой улицей.

## История
Двухэтажное здание построено в 1837 году по проекту архитектора А. А. Тона. Известно, что здание через некоторое время после постройки принадлежало жене купца Е. Д. Васильевой. На участке существовали ещё одноэтажный флигель вдоль Леонтьевской улицы и деревянный дом с мезонином, однако они не сохранились. В 1863 году дом на углу улиц был частично перестроен архитектором Н. С. Никитиным. По состоянию на 1907 год в доме проживал бургомистр Царского Села Ф. И. Смирнов.
До 2010 года в здании располагались районный отдел здравоохранения и психологическая консультация. С 2010 года бывший дом Васильевых занимает многофункциональный центр услуг населению Пушкинского района. Для его размещения дом был реконструирован, интерьеры отделаны заново, оборудованы два входа в здание — парадный и для людей с ограниченными возможностями.

## Архитектура
Стиль здания — безордерный классицизм. Дом каменный, в два этажа, с подвалом. Нижний этаж рустован. Скруглённый угол здания оформлен балконом.